# Ma Biche
 (juillet 2025).
Si vous disposez d'ouvrages ou d'articles de référence ou si vous connaissez des sites web de qualité traitant du thème abordé ici, merci de compléter l'article en donnant les références utiles à sa vérifiabilité et en les liant à la section « Notes et références ».
Ma Biche, né en 1980, est un cheval de course qui participe aux courses hippiques de plat. 

## Carrière de courses
Née tôt dans l'année aux États-Unis, défendant les couleurs de la famille Head, Ma Biche débute dès le mois de mai de ses 2 ans et, après des premiers pas prudents, fait preuve de précocité en enchaînant un maiden, le Prix La Flèche et le Prix Robert Papin, qui la place tout en haut de la hiérarchie de sa génération. Son dauphin du jour, Deep Roots, prendra sa revanche un mois plus tard, laissant Ma Biche à la troisième place, mais celle-ci conclut son année en beauté en allant vaincre les petites Anglaises dans les Cheveley Park Stakes, une victoire qui fait d'elle la pouliche possédant la mieux évaluée de sa génération en Europe, avec un rating Timeform de 123. 
De retour à 3 ans, Ma Biche se prépare idéalement aux 1000 Guinées en s'imposant dans le Prix Imprudence. Dans le classique britannique, elle est notamment opposée à Royal Heroine, futur Hall of famer des courses américaines,  la lauréate des Moyglare Stud Stakes, Habibti, qui s'apprête à régner sur l'Europe du sprint. Ma Biche l'emporte, franchement, alors que Royal Heroine, sa dauphine, sera privée de son accessit sur tapis vert en raison d'un contrôle positif, permettant à Favoridge et Habibti de monter sur le podium.   
Après des soucis de santé, Ma Biche revient à la compétition à l'été, pour affronter ses aînées dans le Prix d'Astarté, mais elle échoue nettement, avant d'enchaîner une autre défaite face aux chevaux d'âge dans le Prix Jacques Le Marois, laissant Luth Enchantée, lauréate de ces deux courses, s'affirmer comme la meilleure mileuse du moment, un statut confirmé par son succès dans le Prix du Moulin de Longchamp. Ma Biche, elle, n'a toutefois pas fini de briller : raccourcie, elle est dirigée vers le Prix de la Forêt, et remporte un quatrième et dernier groupe 1.   

### Résumé de carrière
| Date         | Hippodrome       | Pays        | Course                 | Statut      | Distance    | Jockey      | Place       | Écart       | Vainqueur ou deuxième |
| 1982, 2 ans  | 1982, 2 ans      | 1982, 2 ans | 1982, 2 ans            | 1982, 2 ans | 1982, 2 ans | 1982, 2 ans | 1982, 2 ans | 1982, 2 ans | 1982, 2 ans           |
| ------------ | ---------------- | ----------- | ---------------------- | ----------- | ----------- | ----------- | ----------- | ----------- | --------------------- |
| 25 mai       | Longchamp        | France      | Prix du Premier Pas    |             | 1 000 m     | Freddy Head | 3e / 6      | 4 ¾         | Sevruga               |
| 15 juin      | Évry             | France      | Prix de Chambly        |             | 1 100 m     | Freddy Head | 1er / 12    | 1 ½         | Crystalette           |
| 8 juillet    | Évry             | France      | Prix La Flèche         | Listed      | 1 400 m     | Freddy Head | 1er / 10    | 2 ½         | Sevruga               |
| 25 juillet   | Maisons-Laffitte | France      | Prix Robert Papin      | Gr. 1       | 1 100 m     | Freddy Head | 1er / 9     | 1 ½         | Deep Roots            |
| 22 août      | Deauville        | France      | Prix Morny             | Gr. 1       | 1 200 m     | Freddy Head | 3e / 6      | 3           | Deep Roots            |
| 29 septembre | Newmarket        | Royaume-Uni | Cheveley Park Stakes   | Gr. 1       | 1 600 m     | Freddy Head | 1er / 9     | 3/4         | Favoridge             |
| 1983, 3 ans  |                  |             |                        |             |             |             |             |             |                       |
| 5 avril      | Maisons-Laffitte | France      | Prix Imprudence        | Listed      | 1 400 m     | Freddy Head | 1er / 7     | 1 ½         | Dancing Display       |
| 28 avril     | Newmarket        | Royaume-Uni | 1000 Guineas           | Gr. 1       | 1 600 m     | Freddy Head | 1er / 12    | 1 ½         | Favoridge             |
| 6 août       | Deauville        | France      | Prix d'Astarté         | Gr. 2       | 1 600 m     | Freddy Head | 6e / 12     | 4 ½         | Luth Enchantée        |
| 14 août      | Deauville        | France      | Prix Jacques Le Marois | Gr. 1       | 1 600 m     | Freddy Head | 4e / 10     | 4 ¼         | Luth Enchantée        |
| 23 octobre   | Longchamp        | France      | Prix de la Forêt       | Gr. 1       | 1 400 m     | Freddy Head | 1er / 8     | 1/2         | Pampabird             |

## Au haras
Bien que présentée aux meilleurs étalons du moment, parmi lesquels Alydar, Blushing Groom et Danzig, Ma Biche n'a pas brillé au haras.

## Origines
Ma Biche est une fille de l'Américain Key to The Kingdom, qui se prévalait d'un succès au niveau groupe 3 et de sa fraternité avec le Hall of famer Fort Marcy. Étalon moyen, il a tout de même donné un lauréat de Breeders' Cup Turf, Great Communicator. 
La famille maternelle est estampillée Wertheimer : si Madge, la mère, n'a remporté qu'une petite course, elle est une fille de l'une des meilleures juments des années 50, Midget, lauréate pour la casaque bleue, coutures blanches, des Cheveley Park Stakes, du Prix de la Forêt, des Coronation Stakes, des Queen Elizabeth II Stakes, du Prix Maurice de Gheest, mais aussi deuxième des 1000 Guinées et troisième du Prix de Diane et du Prix Morny.

### Pedigree
| Origines de Ma Biche (USA), jument baie née en 1980 | Origines de Ma Biche (USA), jument baie née en 1980 | Origines de Ma Biche (USA), jument baie née en 1980 | Origines de Ma Biche (USA), jument baie née en 1980 |
| --------------------------------------------------- | --------------------------------------------------- | --------------------------------------------------- | --------------------------------------------------- |
| Père Key To The Kingdom                             | Bold Ruler                                          | Nasrullah                                           | Nearco                                              |
| Père Key To The Kingdom                             | Bold Ruler                                          | Nasrullah                                           | Mumtaz Begum                                        |
| Père Key To The Kingdom                             | Bold Ruler                                          | Miss Disco                                          | Discovery                                           |
| Père Key To The Kingdom                             | Bold Ruler                                          | Miss Disco                                          | Outdone                                             |
| Père Key To The Kingdom                             | Key Bridge                                          | Princequillo                                        | Prince Rose                                         |
| Père Key To The Kingdom                             | Key Bridge                                          | Princequillo                                        | Cosquilla                                           |
| Père Key To The Kingdom                             | Key Bridge                                          | Blue Banner                                         | War Admiral                                         |
| Père Key To The Kingdom                             | Key Bridge                                          | Blue Banner                                         | Risque Blue                                         |
| Mère Madge                                          | Roi Dagobert                                        | Sicambre                                            | Prince Bio                                          |
| Mère Madge                                          | Roi Dagobert                                        | Sicambre                                            | Sif                                                 |
| Mère Madge                                          | Roi Dagobert                                        | Dame d'Atour                                        | Cranach                                             |
| Mère Madge                                          | Roi Dagobert                                        | Dame d'Atour                                        | Barley Corn                                         |
| Mère Madge                                          | Midget                                              | Djebe                                               | Djebel                                              |
| Mère Madge                                          | Midget                                              | Djebe                                               | Catherine                                           |
| Mère Madge                                          | Midget                                              | Mimi                                                | Black Devil                                         |
| Mère Madge                                          | Midget                                              | Mimi                                                | Mignon (famille 1-U)                                |